# Нонконформізм в Україні
Український мистецький нонконформізм (англ. nonconformism — незгода, від лат. non — ні та лат. conformism — подібний, відповідний) — творчий рух в Україні XX століття, що характеризується бажанням митців чинити спротив офіційним ідеологічним і художнім вимогам.

## Термін
Дослідниця українського мистецтва Леся Смирна зазначає, що мистецький нонконформізм — «внутрішня наснажливість митця чинити спротив традиції або панівним у суспільстві настановам (ідеологічним чи позаідеологічним, нестійким)». Вона також пише, що мистецький нонконформізм «так само, як і „соціалістичний реалізм“, не є ані стилем, ані методом».
Український художник, член і президент Національної академії мистецтв Віктор Сидоренко також визначає мистецький нонконформізм «як вияв принципової протидії, протесту творчої особистості проти нав'язувальної системи художніх цінностей».
Загалом, мистецтво нонконформізму протягом свого існування (яке триває по сьогодні) супроводжується творчими пошуками, зокрема форми вираження, та зверненням як до національного, так і до світового контексту.
Варто зазначити, що поняття нонконформізму не єдине, яке науковці використовують для позначення мистецтва спротиву соціалістичному реалізмові. Крім згаданої назви, можна також зустріти андеграундне, неофіційне, заборонене, протестне, авангардне й інші, які ототожнюють із власне мистецтвом нонконформізму. Хоча, наприклад андеграунд, на думку Л. Смирної, є вужчим поняттям.

## Історія
Про визначення хронологічного розвитку цього мистецького руху Л. Смирна зазначає: «Віхи нонконформізму ми обумовлюємо політичною ситуацією, соціо-культурними подіями, а також візуальним художнім контекстом, що формували етико-політичну й естетико-культурну матрицю явища, котре намагалося протистояти ідеологічному пресингу». Відтак, початок явного спротиву в українському мистецтві починається у роки активного становлення радянської влади в Україні, себто 20-ті роки XX століття. За початкову точку українського мистецького нонконформізму дослідниця бере лист Й. Сталіна Л. Кагановичу «та іншим членам ПБ ЦК КП(б)У» від 21.04.1926-го, в якому йдеться про результати бесіди Сталіна з наркомом освіти УРСР О. Шумським. У ньому наголошується на небезпеці діяльності української інтелігенції, яка за сприяння українізації почала активно відроджувати українську культуру. Як наслідок, почалися зміни в радянській політиці.
Від другої половини 1920-х і до 1940-х тривала боротьба влади з так званим «формалізмом» у мистецтві. Натомість, соцреалізм став провідним способом відтворення радянської фікції соціалістичної реальности, він також мав за мету викорінити всі відмінні від нього художні течії, зокрема авангард. Тому в подальші роки було створено низку інституційних установ задля просування соцреалізму серед митців, а особливо студентів художніх спеціальностей.
Як «формалістичні» було визначено роботи таких митців: Онуфрія Бізюкова, Олександра Богомазова, Михайла Бойчука, Давида Бурлюка, Неоніли Гриценко, Олекси Грищенка, Олександри Екстер, Миколи Івасюка, Семена Йоффе, Михайла Жука, Віктора Пальмова й інших.

Л. Смирна згадує:
Саме за цей час сформувалося «тихе» покоління в українському живописі, що уціліло упродовж сталінських репресій, й хоча й не склало потужну інтелектуальну опозицію владному режимові, але зберегло настанови мистецтва 1920-х і донесло його цінності включно до 1960-х.  
Значне пом'якшення в соціально-культурному житті відбулося за головування в ЦК КПРС Микити Хрущова. Так, суттєвою подією став перший у СРСР, а загалом VI Всесвітній фестиваль молоді та студентів у 1957 р. «Для багатьох художників, студентської молоді ця подія стала вирішальною в осягненні неприступних раніше візуальних явищ світового мистецтва: невідомий авангард, європейський модернізм, мексиканська графіка, розгорнута ретроспектива творів Пікассо…» — зазначає Смирна. Цей час також характеризується поступом української культури, в тому числі мистецтва, частим звернення до історії та традицій. Знову відновився інтерес до модерних течій. Зокрема почали повертатися до вивчення українських авангардних тенденцій і бойчукізму. Відновлюються ліквідовані раніше осередки вивчення українського мистецтва.
Але описаний проміжок був нетривалим часом оманливих змін, оскільки він поставив у небезпечне становище радянську ідеологію тим, що знову порушив національне питання, яке так не терпів Сталін. «Цей період „відлиги“ завершується масовими репресіями проти української інтелігенції вже наприкінці 1962-го року й новою кампанією звинувачень у „безродному космополітизмі“, „формалізмі“, „буржуазному націоналізмі“ тощо» — пише Л. Смирна. Часто єдиним виходом із цієї ситуації для тих, хто бажав попри політичну атмосферу підпільно виявляти свої творчі погляди, стали «квартирні виставки». Наприклад, проведені одеситами Олегом Соколовим (один із перших абстракціоністів Одеси), Маргаритою й Олександром Ануфрієвими, Володимиром Асрієвим та іншими. Також неофіційними осередками для нонконформістів стають помешкання М. і Р. Сельських, К. Звіринського у Львові, І. Гончара, А. Горської та В. Зарецького в Києві.
Наступним був період «брежнєвського застою» (1964—1985), який ознаменувався поверненням до деяких сталінських політичних методів, зокрема репресій. Найвідомішими творчими представниками цього покоління стали шістдесятники, які протистояли культурному терору, що його застосовувала радянська влада до всіх противників свого режиму. Відповідно, це не могло не торкнутися мистецтва. У цей час відбуваються масові переслідування митців у різних регіонах України: А. Ерделі, Є. Кремницької, П. Бедзіра на Закарпатті, Г. Гавриленка, М. Стороженка, Г. Якутовича, Т. Яблонської, Г. Севрук, Л. Семикіни, Г. Зубченко, В. Кушніра, І. Гончара у Києві. Особливо жорстоко органи КДБ (досі не доведено) обійшлися з Аллою Горською (вбита 1970 р.). Окрім неї, також знищено Василя Симоненка (1963 р.), у пермському ув'язненні — Олексу Тихого (1984 р.), Юрія Литвина (1984 р.), Василя Стуса (1985 р.).
Тим не менш, в українському мистецькому нонконформізмі тривали пошуки власної національної ідентичности. Л. Смирна пише: «Образотворча мова багатьох формувалася в цей час під впливом різноманітних історичних явищ української та світової художньої культури: український авангард початку XX століття, європейський модернізм, мексиканський монументальний живопис, народне малярство („Козак Мамай“) та, безумовно, досвід соцреалізму». Останній хоч і був тим, якому мистецький нонконформізм протиставлявся, та все ж не міг обійти творчість багатьох митців того часу, тому в їхні роботах часто були помітні його впливи. У 1960-х частково відновлюється український монументалізм. Митці, як І. Литовченко, В. Кушнір, Б. Довгань, А. Горська, В. Зарецький, В. Луцак поєднують національні мотиви зі сучасними засобами при оформленні громадських будівель.
Тим часом мистецтво спротиву все більше маргіналізувалося. Тому свідченням є «парканна виставка» 1967 р. в Одесі, яку організувало об'єднання двох митців, котре назвали «Сичик + Хрущик». Вона сприяла пізнішому поширенню цього способу неофіційно заявити про себе, зокрема на «квартирниках». «Виставки-одноденки, — зазначає Л. Смирна, — стають символом 1970-х і доби епохи „застою“ в цілому, а мистецький нонконформізм — нелегальним явищем „квартирного“ формату».
Українське радянське мистецтво досі залишалося в контексті імперської політики. У 1970-х, коли українське у значній мірі відійшло на периферію через закриття українськомовних шкіл, замовчування історії, заборону на публікації робіт національного змісту, — все це сприяло подальшій реакції митців. Відтак, у цей час деякі з них, як-от І. Марчук, В. Стрельников, В. Сазонов, М. Залевський, Є. Гордієць, Є. Прокопов, А. Скорубський та ін. еміґрували до країн Заходу. Натомість, деякі з українських художників, зокрема В. Бахчанян, С. Гета та С. Базилєв, переїхали до Москви. Важливою ознакою того часу є хоч і неофіційна, проте фактична вищість московських митців, які вважалися провідними основоположниками тенденцій у СРСР. Наприклад, художники-гіперреалісти так званого Київського вокзалу (згадані Сергій Базилєв, Сергій Гета та Сергій Шерстюк) отримали своє назвисько через життя та творчість на два міста — Київ і Москву. Таким чином вони поєднали особливості розвитку мистецьких тенденцій, зокрема «прийняту» СРСР під західним впливом течію гіперреалізму, в радянській Україні та Росії. У свою чергу їхні гіперреалістичні картини, на думку арт-критикині Аліси Ложкіни, «підкреслюють абсурд і патологічність зовні впорядкованого радянського повсякдення».
З другої половини 1970-х відбуваються політичні зрушення. Цьому зокрема сприяло створення Української Гельсінської групи в 1976, яка забезпечувала розголос українства за кордоном. «Сам факт її існування мав велике значення для морально-психологічної підтримки художників-нонконформістів, кращих з яких маємо всі підстави вважати дисидентами у сфері мистецтва» — згадує В. Сидоренко.
Уже в останнє десятиліття існування СРСР, коли почалася так звана перебудова, мистецький нонконформізм починає виходити з підпілля. Так, наприклад, у 1984 р. вперше на Андріївському узвозі до Дня Києва підготували свято мистецтв, на якому були присутні митці нонконформісти. Відбулося також зрушення у представленні художників Іншого мистецтва. Почали проводитися перші офіційні виставки зі залученням їхніх творів. Загалом, мистецький нонконформізм уперше офіційно вийшов у маси, набувши нового значення в СРСР. Значну роль у цих процесах відіграло запізніле закріплення постмодернізму на радянських теренах. Зокрема його активно підхопило «покоління» Нової хвилі. На творчості митців наприкінці 1980-х відбилася також Чорнобильська катастрофа. Наприклад, її вплив можна побачити на роботі «Чорнобильська мадонна» Вудона Баклицького (співзасновник «New Bent»).
Після розпаду СРСР нонконформізм у мистецтві, хоч і не мав більше явної політичної потреби в існуванні, залишився як прояв незгоди з новими правилами на мистецькій арені. Викликаний проблемами капіталістичного ринку він продовжив проявлятися у творчості тих, хто не зміг із ним співіснувати. З іншого боку, соціально-політичні потрясіння двох eкраїнських революцій теж сприяли поверненню до мистецького спротиву. Зрештою, митці постійно взаємодіють зі соціально-політичним контекстом, тому поширеними є творчі вираження їхньої реакції на актуальні події. Так і нонконформізм є способом заявити митця про свою позицію, зокрема незгоди.

## Географія
Традиційно в українському мистецькому нонконформізмі розглядають осередки поширення в межах регіонів України. Інколи їх характеризують як школи, наприклад київська. Створений у різних контекстах, кожен із них має свою історію та художні традиції й особливості. Серед найбільших регіональних центрів, окрім київського, виділяють ужгородський, львівський, одеський, харківський.

## Представники

### Львів
Серед представників львівського осередку мистецького нонконформізму одним із найпомітніших став вклад Карла Звіринського. Навколо нього сформувалася підпільна школа, в якій він як учитель-наставник вплинув на творчість своїх учнів, зокрема Олега Мінька, 3еновія Флінти, Івана Марчука (який жив і навчався у Львові до переїзду в Київ). Також близькими друзями К. Звіринського було подружжя Романа та Марґіт (Марії) Сельських. Серед інших львівських нонконформістів можна виділити Володимира Патика, Любомира Медведя, Івана Остафійчука, Софію Караффу-Корбут, Олександра Аксініна, Андрія Сагайдаковського та інших.

### Ужгород
Закарпатським центром, за аналогією з іншими осередками, стало місто обласного значення — Ужгород. У ньому творили такі художники, як: Йосип Бокшай, Федір Манайло, Павло Бедзір, Єлизавета Кремницька, Ференц Семан та інші.

### Київ
У столичному осередкові нонконформізму сформувалися відомі митці, як-от Микола Трегуб, Вілен Барський, Валерій Ламах, Ада Рибачук, Матвій Вайсберг, Михайло Вайнштейн, Флоріан Юр'єв, Тіберій Сільваші, Арсен Савадов, Олег Голосій та інші.

### Одеса
Серед одеських представників мистецтва нонконформізму відзначилися Віталій Сазонов, Валерій Басанець, Юрій Єгоров, Олег Соколов, Валентин Хрущ, Людмила Ястреб, Володимир Стрельников, Віктор Маринюк, Олександр Ануфрієв, Євген Рахманін, Олександр Стовбур, Олександр Ройтбурд та інші.

### Харків
У харківському осередку творили такі художники, як: Віталій Куліков, Борис Косарєв, Віктор Ігуменцев, Павло Тайбер, Віктор Гонтарів, Олексій Борисов, Олексій Єсюнін та інші.

## Вивчення
Головною проблемою на сьогодні залишається недостатній аналіз мистецтва нонконформізму в Україні. Обмежена кількість досліджень, зокрема монографій, це доводить. Серед головних центрів, які займаються вивченням цієї теми, є Інститут проблем сучасного мистецтва Національної академії мистецтв України.